# Rudolf Zinnhobler

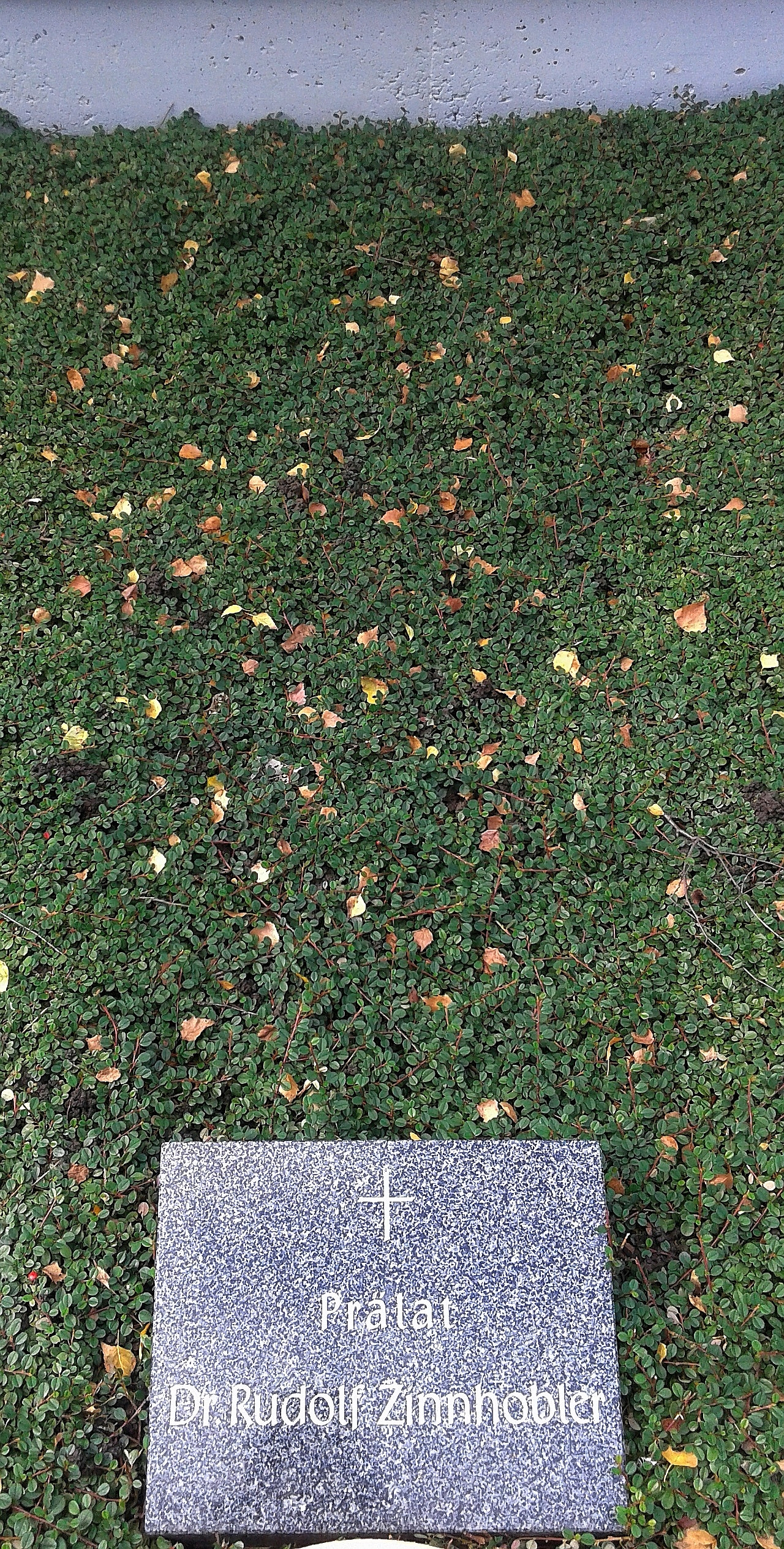
Grab Rudolf Zinnhoblers

Rudolf Zinnhobler (* 18. Februar 1931 in Buchkirchen bei Wels; † 9. März 2016 in Linz) war ein österreichischer Kirchenhistoriker. Er war von 1969 bis 1996 als Professor für Kirchengeschichte an der Katholisch-Theologischen Privatuniversität Linz und leitete von 1973 bis 1999 das Diözesanarchiv Linz.

## Leben
Rudolf Zinnhobler empfing 1955 im Mariendom Linz die Priesterweihe. Er absolvierte von 1951 bis 1956 ein Studium der Philosophie und Theologie in Linz. 1957 wurde er an der Universität Graz promoviert. Von 1958 bis 1964 studierte er Germanistik und Anglistik in Wien, London, Graz und Innsbruck und schloss mit dem Magister phil. ab. 1968 erfolgte die Habilitation in Kirchengeschichte an der Universität Graz.
Von 1968 bis 1976 hatte er einen Lehrauftrag für Österreichische Kirchengeschichte an der Universität Graz und von 1973 bis 1974 an der Universität Innsbruck inne. 1969 wurde er zum ordentlichen Professor an der Katholisch-Theologischen Privatuniversität Linz berufen, 1996 erfolgte die Emeritierung.
Zinnhobler ist begraben in der Priestergrabstätte der Diözese Linz auf dem St. Barbara-Friedhof in Linz.

## Ehrungen und Auszeichnungen
- Silbernes Ehrenzeichen des Landes Oberösterreich (1982)
- Ernennung zum Päpstlichen Ehrenkaplan (Monsignore) durch Papst Johannes Paul II. (1983)
- Kulturpreis des Landes Oberösterreich für Geisteswissenschaft (1991)
- Österreichisches Ehrenkreuz für Wissenschaft und Kunst I. Klasse (1994)
- Geistlicher Rat des Bistums Passau (1996)
- Kulturmedaille des Landes Oberösterreich (1999)

## Werke
- als (Mit)-Herausgeber: Geschichte der katholischen Kirche. Ein Grundkurs. Studienausgabe. Verlag Styria, Graz/Wien/Köln 1990, ISBN 3-222-11894-9, bes. S. 315–526 (Neuzeit).